# Очиндол
Очи́ндол (болг. Очиндол) — село у Врачанській області Болгарії. Входить до складу общини Мездра.

## Населення
За даними перепису населення 2011 року у селі проживали 165 осіб, усі — болгари.
Розподіл населення за віком у 2011 році:
Динаміка населення: